# Carnuntum

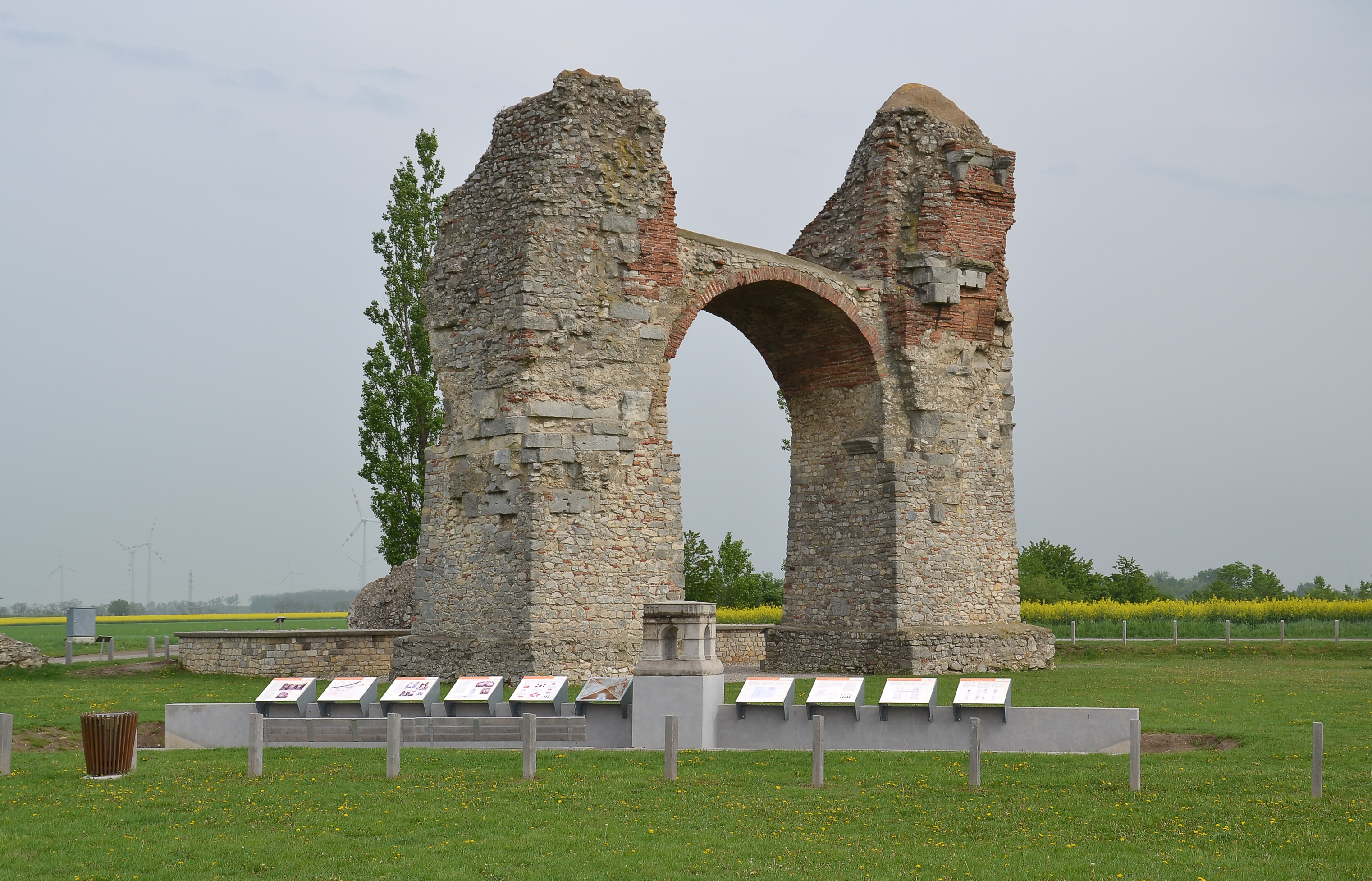
Heidentor (Pohanská brána) – původně se myslelo, že byla postavena kolem roku 308 na počest setkání čtyř tetrarchů. Novodobé revizní výzkumy ale dospěly k závěru, že byla postavena až v polovině 4. století

Carnuntum (v díle zeměpisce Klaudia Ptolemaia Καρνοιις) byl starověký římský legionářský tábor (Castrum) a město v současném Rakousku. Původně patřilo do provincie Noricum, ale v 1. století se stalo součástí provincie Pannonia. Ruiny Carnunta se nacházejí v Dolních Rakousích v katastru obcí Petronell-Carnuntum a Bad Deutsch-Altenburg. Systematické vykopávky zde probíhají od roku 1885. Dnes jsou součástí archeoparku Carnuntum. Celý komplex má rozlohu přes 300 hektarů a nebyl postižen novověkou zástavbou.
V červenci 2021 byla archeologická lokalita společně s dalšími místy na Slovensku, v Rakousku a Německu zapsána na seznam světového dědictví UNESCO pod společným názvem „Hranice Římské říše - Dunajský limes (západní část)“.

## Historie
Původně se jednalo o keltskou osadu (oppidum), na jejímž místě byl později založen legionářský tábor. Jeho název je k vidění téměř na všech aspoň částečně zachovalých stavbách, avšak všude začíná na písmeno K. Slovo Carnuntum bylo pravděpodobně odvozeno od výrazů Kar nebo Karn („kámen“, „hromada kamení“). Poprvé se objevuje v období vlády římského císaře Augusta roku 6 n. l., kdy z něj pozdější císař Tiberius udělal základnu při tažení proti germánskému králi Marobudovi.

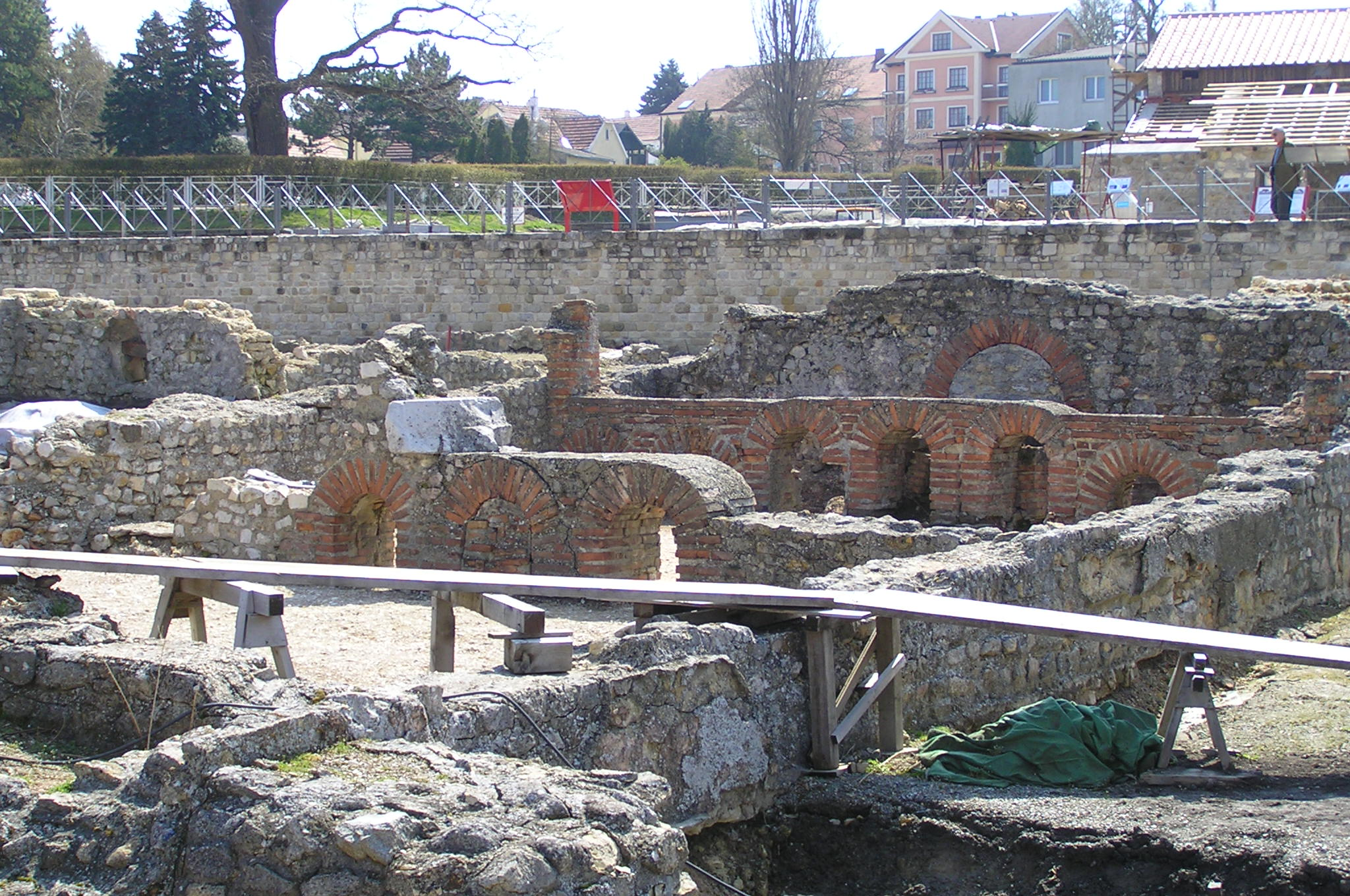
Ruiny římských lázní

Do roku 68 zde sídlila X. legie Gemina (od roku 89 nazývaná Gemina Pia Fidelis). Významný rozvoj města a romanizace začala až poté, co sem byla umístěna XV. legie Apollinaris. Legionářský tábor se stal součástí systému pohraničních opevnění (Limes Romanus) podél břehu Dunaje. V období vlády císaře Traiana byla do tábora nově umístěna XIV. legie Gemina. Současně, roku 103, se Carnuntum stalo hlavním městem provincie Pannonia Superior, která vznikla po rozdělení bývalé provincie Pannonia na dvě části. Traianův následovník Hadrianus město povýšil na municipium s názvem Aelium Carnuntum. Další z adoptivních císařů, Marcus Aurelius, zde strávil tři roky svého života v letech 172–175 během Markomanských válek.
V roce 194 udělil městu bývalý místodržící provincie Septimius Severus titul colonia, čímž byly administrativně sloučeny jeho dosud rozdělené vojenské a civilní části. Stalo se tak rok poté, co zde byl Septimius Severus legiemi provolán císařem. V této době zde již sídlila XIV. legie Martia Victrix.
Ve 4. století bylo město zničeno Germány. Ačkoli bylo zčásti obnoveno císařem Valentinianem I., již nikdy nedosáhlo své bývalé důležitosti a slávy, a hlavním vojenským centrem provincie se stala nedaleká Vindobona. Carnuntum bylo definitivně zničeno v raném středověku nájezdem Maďarů.
Carnuntum se nacházelo na jantarové stezce, po které putoval jantar z oblasti baltského moře do Itálie, a bylo jeho významným tržištěm. Kromě legionářského tábora se u města rozkládal také auxiliární kastel (tábor pomocných jednotek). Ve vojenské části Carnunta se nacházel vojenský amfiteátr, který byl speciálně upravený, aby mohl být naplněn vodou pro námořní bitvy, a dále pak chrámek Diany Nemesis. Civilní část byla pravděpodobně založena za vlády císaře Domitiana v 80. letech nebo na počátku 90. let 1. století. Kromě pozdně antické Pohanské brány zde byly nalezeny velké thermy, chrám Jupitera Dolichenského, několik paláců a tři trojlodní mithraea. Mimo jiné tu pracovaly významné cihelny (vojenské i soukromé), například cihelna Valeria Constantia. Sekundární použití cihel vyrobených v Carnuntu bylo doloženo i v pozdějších velkomoravských stavbách ve Starém Městě a v Uherském Hradišti.